# Neutralino
El neutralino es una partícula elemental hipotética de tipo fermiónico y eléctricamente neutra que aparece en algunas versiones de las teorías o modelos de partículas con supersimetría. El símbolo estándar de los neutralinos es {\displaystyle {\tilde {N}}_{1}^{0}} (el más ligero), {\displaystyle {\tilde {N}}_{2}^{0}}, {\displaystyle {\tilde {N}}_{3}^{0}} y {\displaystyle {\tilde {N}}_{4}^{0}} (el más pesado), aunque ocasionalmente también se representan mediante {\displaystyle {\tilde {\chi }}_{i}^{0}} (chi), donde {\displaystyle i} va de 1 a 4.
En cosmología, el neutralino se considera una posible WIMP, y por lo tanto buena candidata para resolver el problema de la materia oscura.
Según la supersimetría, las supercompañeras del bosón Z (zino), el fotón (fotino) y el bosón de Higgs (higgsino) tienen todas los mismos números cuánticos, así que se mezclan para formar neutralinos. Prácticamente indetectable, solo interactúa a través de la gravedad y de la interacción débil, no presentando carga eléctrica ni de color. Es un fermión y si existe y es estable (algo que se desconoce), podría tener una masa comprendida entre 30 y 5000 GeV/{\displaystyle c^{2}}.
- Datos: Q678837